# Dupax do Sul
Dupax do Sul é um município de  segunda classe de renda municipal (d) na província Nova Vizcaya, nas Filipinas. De acordo com o censo de 1 de maio  de  2020 possui uma população de 21 224 pessoas e 5 120 domicílios.